# Gidon Kremer
Gidon Kremer (łot.: Gidons Krēmers; ur. 27 lutego 1947 roku w Rydze) – łotewski skrzypek i dyrygent.

## Życiorys
Naukę gry na skrzypcach rozpoczął w wieku czterech lat pod kierunkiem swego dziadka – zawodowego skrzypka. Jest absolwentem Konserwatorium Moskiewskiego w klasie Dawida Ojstracha.
Ma w swoim repertuarze m.in. utwory Bacha, Philipa Glassa, Alfreda Sznitkego, Lery Auerbach, Arvo Pärta, Johna Adamsa oraz Mieczysława Wajnberga.
Uprawia również kameralistykę. Jest założycielem i dyrektorem artystycznym, jak również dyrygentem orkiestry Kremerata Baltica.
Jest zwycięzcą wielu konkursów skrzypcowych m.in. w Brukseli, Montrealu, Genewie i Moskwie. W 1989 został laureatem prestiżowej duńskiej Nagrody Fundacji Muzycznej Léonie Sonning, w 2008 Nagrody Rolfa Schocka, a w 2016 nagrody Praemium Imperiale w kategorii Muzyka. W 2023 został dziewiątym laureatem specjalnej Nagrody Beethovenowskiej wręczanej przez Akademię Beethovenowską za szczególne zasługi na polu obrony praw człowieka, walki o równość i porozumienie międzykulturowe.
Gra na instrumencie Guarneri del Gesù z 1730.

## Odznaczenia
- niemieckim Krzyżem Komandorskim Orderu Zasługi Republiki Federalnej Niemiec (1991)[4]
- łotewskim Krzyżem Oficerskim Orderu Trzech Gwiazd (1997)[5]
- litewskim Krzyżem Komandorskim Orderu Wielkiego Księcia Giedymina (2000)[6],
- rumuńskim Krzyżem Wielkiego Oficera Orderu Zasługi Kulturalnej Kategorii B – Muzyka (2003)[7]
- włoskim Krzyżem Komandorskim Orderu Zasługi (2004)[8]
- estońskim Krzyżem Oficerskim Orderu Krzyża Ziemi Maryjnej (2012)[9]
- włoskim Krzyżem Wielkiego Oficera Orderu Zasługi (2011)[10]
- niemieckim Orderem Pour le Mérite za Naukę i Sztukę (2016)[11],
- niemieckim Krzyżem Wielkiego Oficera Orderu Zasługi Republiki Federalnej Niemiec (2017)[11],
- polskim Srebrnym Medalem „Zasłużony Kulturze Gloria Artis” (2019)[12].